# Oh! Darling
Oh! Darling è la quarta traccia dell'album Abbey Road della rockband inglese The Beatles, pubblicato nel 1969. Il brano, sebbene composto interamente da Paul McCartney, è accreditato alla coppia John Lennon/Paul McCartney.

## Il brano

### Storia e composizione
Nei primi anni della carriera del gruppo, la presenza di brani in tempo terzinato come This Boy oppure You Really Got a Hold on Me era quasi imprescindibile, ma divenne via via sempre meno attuale e decisamente troppo rétro. Proprio per questo fatto, McCartney scrive Oh ! Darling (sulla copertina dell'LP era stampata proprio con lo spazio tipografico prima del punto esclamativo), aggiungendo al brano forti ispirazioni blues-rock.
Le 8 battute che formano l'insieme di strofa e ritornello si sviluppano su evoluzioni tipiche del doo-wop: tonica (La maggiore), dominante (Mi maggiore), sopradominante (Fa diesis minore), sottodominante (Re maggiore), sopratonica (Si minore) e ancora dominante. Nel bridge ("When you told me/You didn't need me anymore...") il brano passa da La maggiore a Re maggiore, attraverso l'uso della dominante secondaria La7 che risolve appunto in Re. L'accordo iniziale, scelto proprio per la sua dissonanza, è un Mi maggiore con la quinta aumentata (Mi+), o anche un Do sesta minore, Do(6); le note che lo compongono sono Do, Sol# (La) e Mi; tuttavia dal punto di vista armonico è più corretto interpretarlo come un Mi maggiore con quinta aumentata.
Il testo è strettamente legato alla musica, seguendo lo stile della precedente I'm Down, ma esprime l'umore opposto a ciò che comunica la musica. Infatti, il momento più "felice" del brano è il respiro tra "oh" e "darling", che "conferisce un'aura di supplichevole sincerità per il resto messa a dura prova dall'energia della musica". La produzione di questo brano risulta una delle meglio riuscite per la band, presentando un suono molto ricco accentuato da un abbondante riverbero.

Le performance dei quattro Beatles in questo brano sono tutte a livelli alti (vedi i cori a tre voci di McCartney, Harrison e Lennon), ma tra tutte spicca decisamente la travolgente ed energica esecuzione vocale di Paul McCartney. Egli, per riuscire a catturare la ruvidezza della prima performance, si recava agli studi di Abbey Road prima dei compagni per registrare la parte, facendone solo un tentativo al giorno. McCartney spiegò la sua scelta con queste parole: 
(Paul McCartney)
 Alla fine, dopo svariati tentativi, arrivò alla versione definitiva, lamentandosi però con Alan Parsons, il fonico delle sessioni: "anni fa l'avrei fatta in un attimo". In realtà soltanto l'anno prima aveva inciso Helter Skelter, anche quella considerata difficile a livello vocale.

La qualità della canzone risulta quindi straordinaria. Il brano piacque molto anche a Lennon, anche se non apprezzava l'interpretazione di Paul. Disse: 
(John Lennon)
Infatti, Lennon eseguì lui stesso il brano, modificando il testo, durante il primo giorno di lavoro su di esso. Mentre si tenevano le Get Back Sessions arrivò a Lennon la notizia che il divorzio tra Yōko Ono e Tony Cox era stato ufficializzato, e che quindi avrebbe potuto sposarla. Egli quindi, esplose nell'interpretazione (registrata e pubblicata su The Beatles Anthology). Il testo dice:

## Formazione[1]
- Paul McCartney: voce, cori, basso, pianoforte
- John Lennon: cori
- George Harrison: cori, chitarra
- Ringo Starr: batteria
- Billy Preston: organo